# Barthel Beham
Barthel Beham ou Boehm (vers 1502 à Nuremberg - 1540 à Bologne) est un peintre et un graveur allemand. Il fait partie, avec son frère aîné Sebald Beham, d'un groupe de graveurs connu sous le nom de Kleinmeister, ou Petits Maîtres, actif à Nuremberg dans la première moitié du XVIe siècle.

## Biographie
Frère cadet de Sebald Beham, il est né à Nuremberg dans une famille d'artistes.
Influencé par Albrecht Dürer, il est souvent présenté comme son élève bien que ce fait ne soit pas attesté. Son œuvre gravé a également subi des influences italiennes notamment de Raphaël et de Marcantonio Raimondi.
Sa position critique vis-à-vis de la religion et de la politique lui a valu d'être jugé le 26 janvier 1525 et expulsé de Nuremberg sous administration luthérienne avec son frère aîné et Georg Pencz. Les trois condamnés sont alors qualifiés d'impies et de fanatiques dans les documents de l'époque qui stipulent qu'ils ne croyaient ni au baptême, ni au Christ, ni à la transsubstantiation.
Autorisé à rentrer à Nuremberg en novembre de la même année, il part peu de temps après pour travailler à la Cour de Bavière catholique. Il y produira plusieurs peintures comme le portrait du Duc Louis X de Bavière-Landshut, aujourd'hui conservé à l'Ancienne Pinacothèque de Munich.
Selon le peintre, graveur et commentateur Joachim von Sandrart (1606-1688), il voyagea en Italie et y travailla auprès de Marcantonio Raimondi à Rome et à Bologne où il mourut en 1540.

## Style
Barthel Beham a été, selon Sandrart, « un des plus habiles peintres de son temps ». L'auteur fait l'éloge de la justesse de son dessin, de la beauté des couleurs qu'il emploie et de l'excellence de sa technique picturale.
Par ailleurs, ses estampes « offrent un dessein savant, toujours correct et souvent rempli de grâce, ainsi qu'un burin délié et moelleux joint à une finesse admirable. »

## Œuvre

### Peintures
- Portrait de Hans Urmiller avec son fils, vers 1525, techniques mixtes sur panneau d'épicéa, 64,8 × 47,2 cm, musée Steadel, Francfort-sur-le-Main, inv. 919 (figure 1).
- Portrait d'un arbitre, 1529, 85 × 66 cm, musée d'Histoire de l'art de Vienne[5]
- Portrait d'une dame, 1529, huile sur panneau, 129,5 × 107,6 cm, Denver Art Museum, Denver, inv. 1961.18 (figure 2).
- Duc Louis X de Bavière-Landshut, 1530, huile sur panneau, 96 × 71 cm, Alte Pinakothek, Munich.
- Louis X de Bavière, 1531, huile sur panneau, 69 × 59 cm, Liechtenstein Museum, inv. GE927 (figure 3).
- Ottheinrich, prince de Pfalz, 1535, huile sur panneau, 44 × 33 cm, Alte Pinakothek, Munich, inv. 5316 (figure 4).

### Estampes
Le catalogue de ses estampes a été publié à Vienne en 1808 par Adam Bartsch. Il fut complété par Johann David Passavant en 1863. La tâche fut reprise ensuite par Gustav Pauli en 1911. La publication de ce dernier est encore aujourd'hui la principale référence utilisée.

## Galerie

Peintures
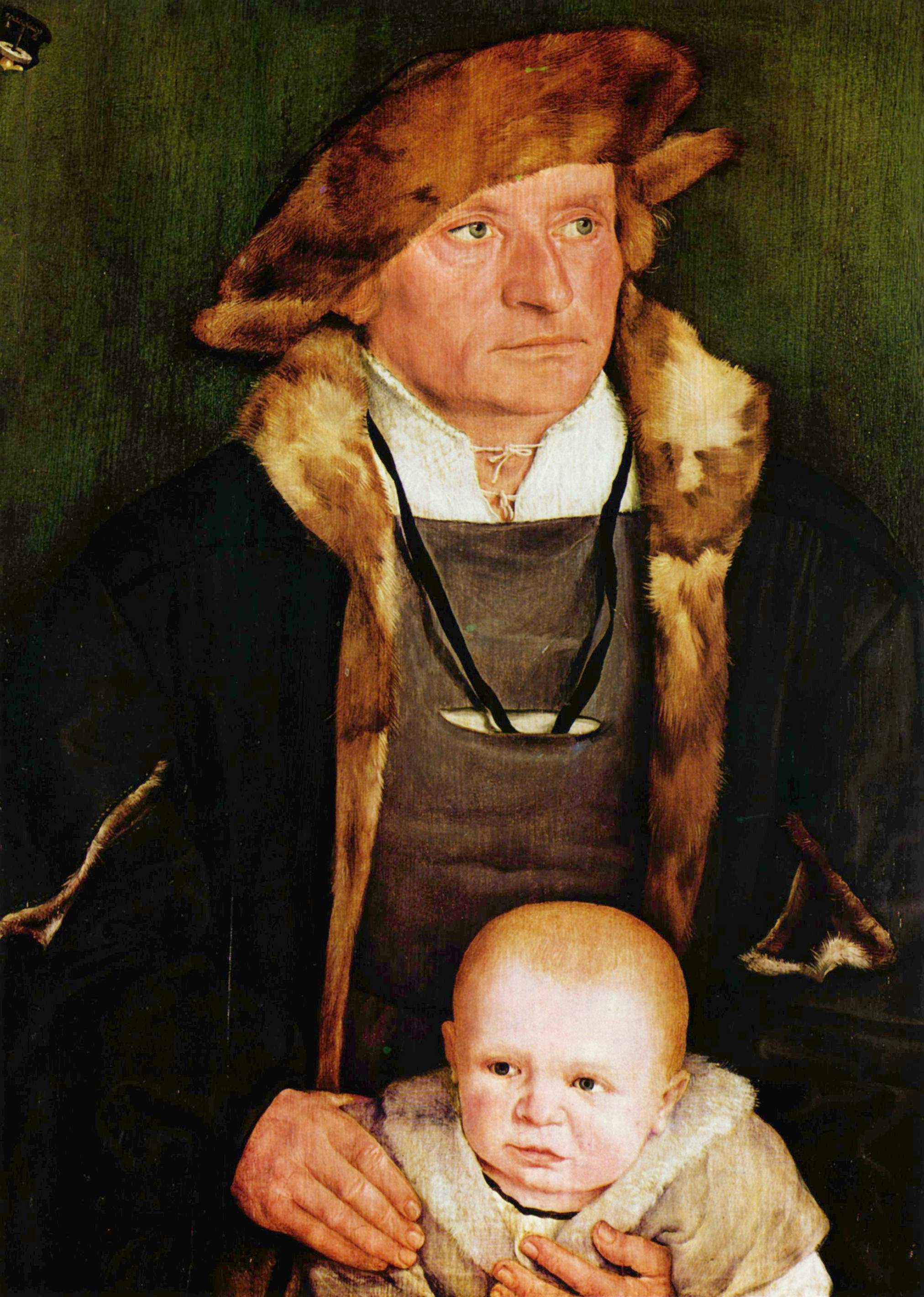
1. Portrait de Hans Urmiller avec son fils, vers 1525, musée Städel, Francfort-sur-le-Main.
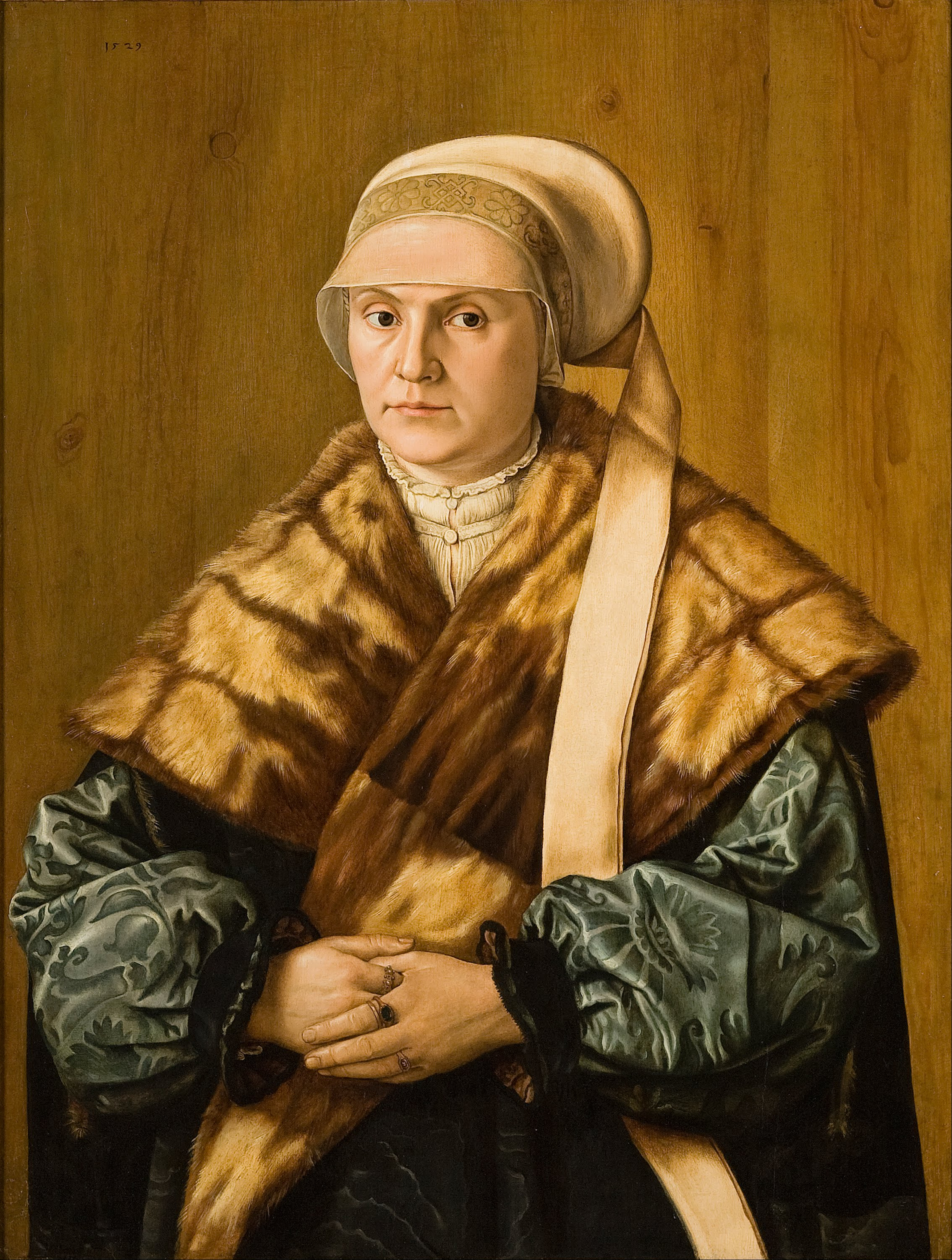
2. Portrait d'une dame, 1529, Denver Art Museum.
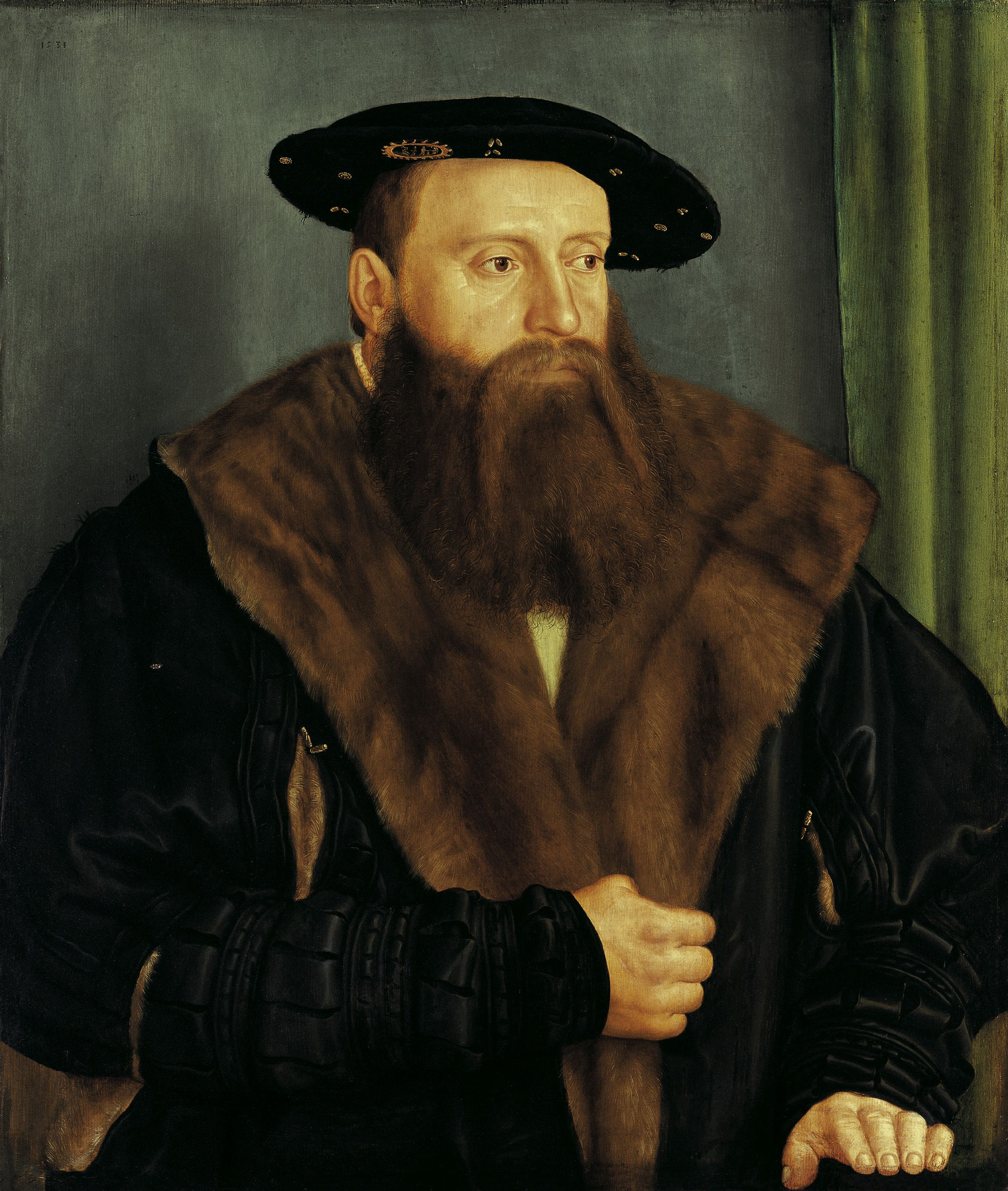
3. Louis X de Bavière, 1531, Liechtenstein Museum.
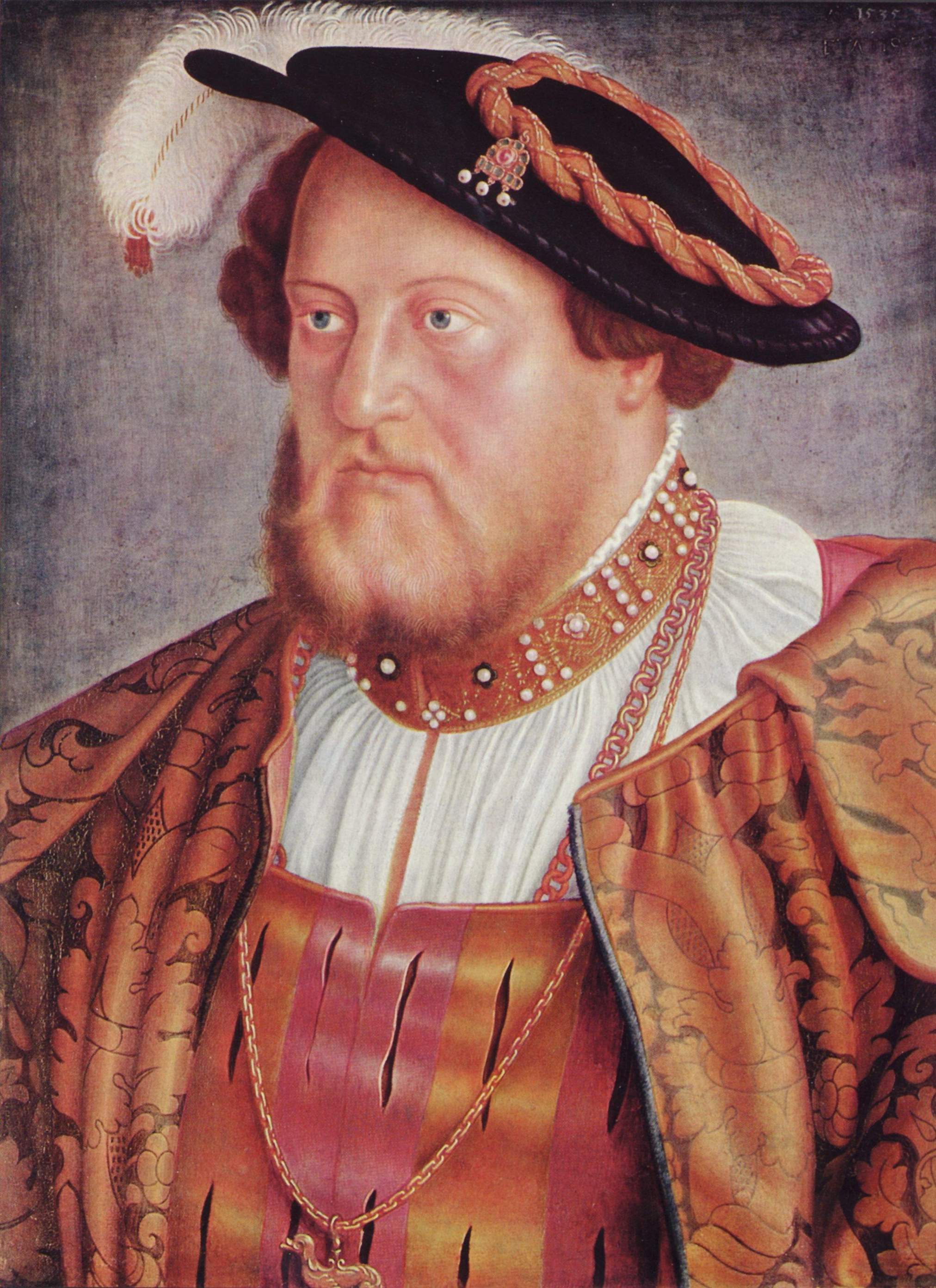
4. Ottheinrich, prince de Pfalz, 1535, Alte Pinakothek, Munich.
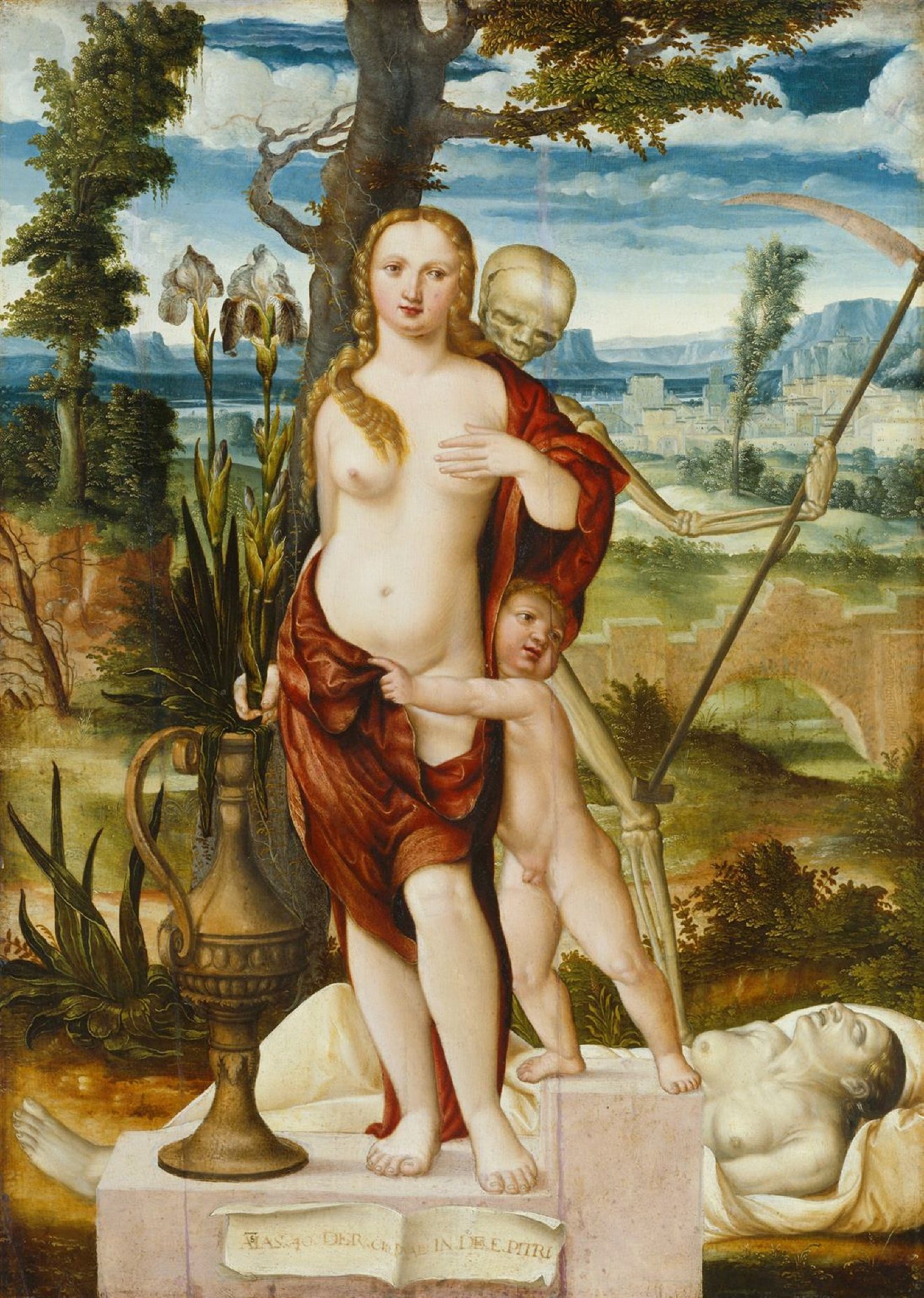
5. Vanitas, vers 1540, Kunsthalle, Hambourg.

Estampes
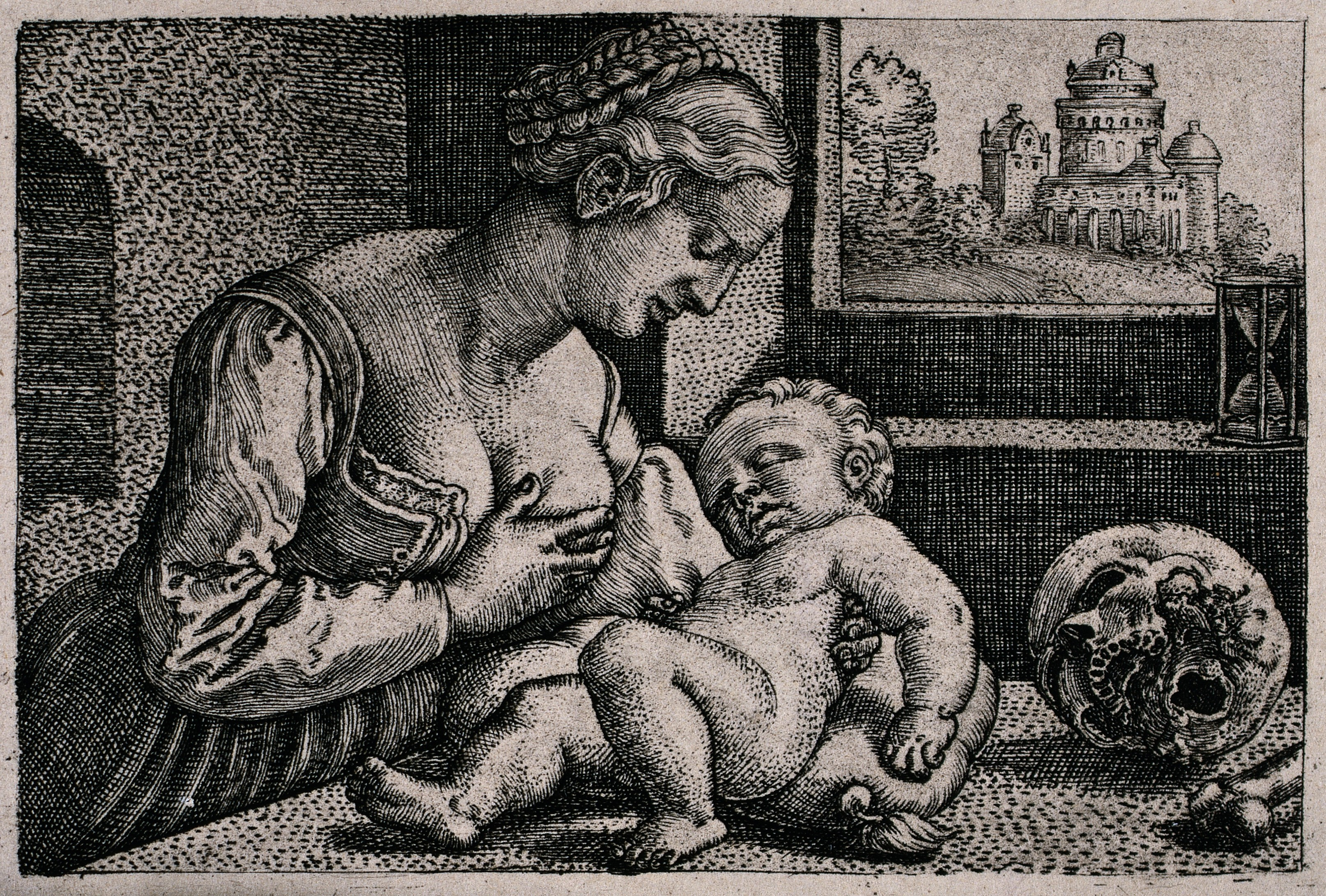
1. Vierge à la tête de mort, Cat. Bartsch 5.
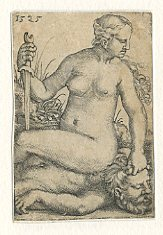
2. Judith et Holopherne, Cat. Bartsch 3.
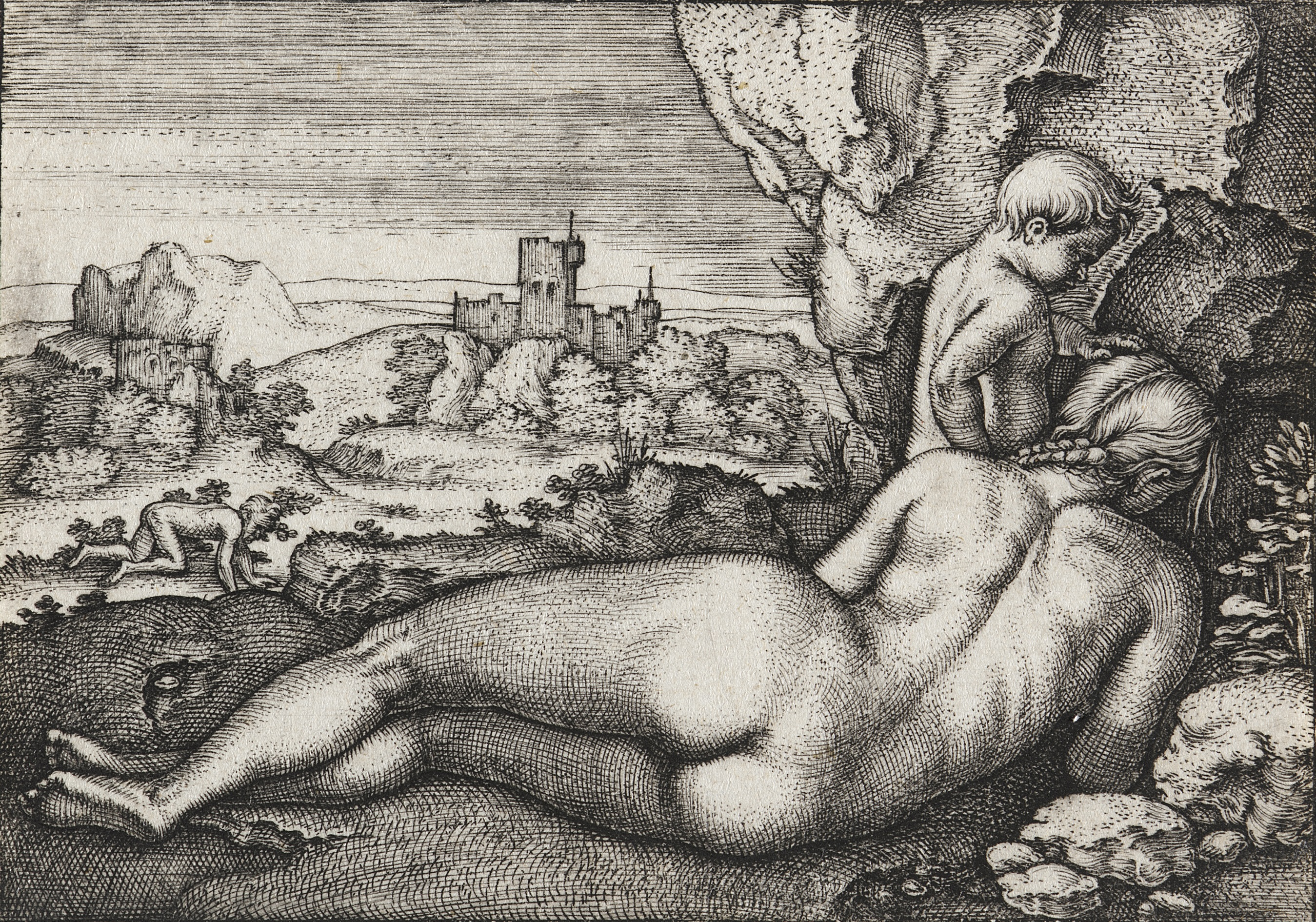
3. Pénitence de saint Jean Chrysostome, Cat. Bartsch 43.
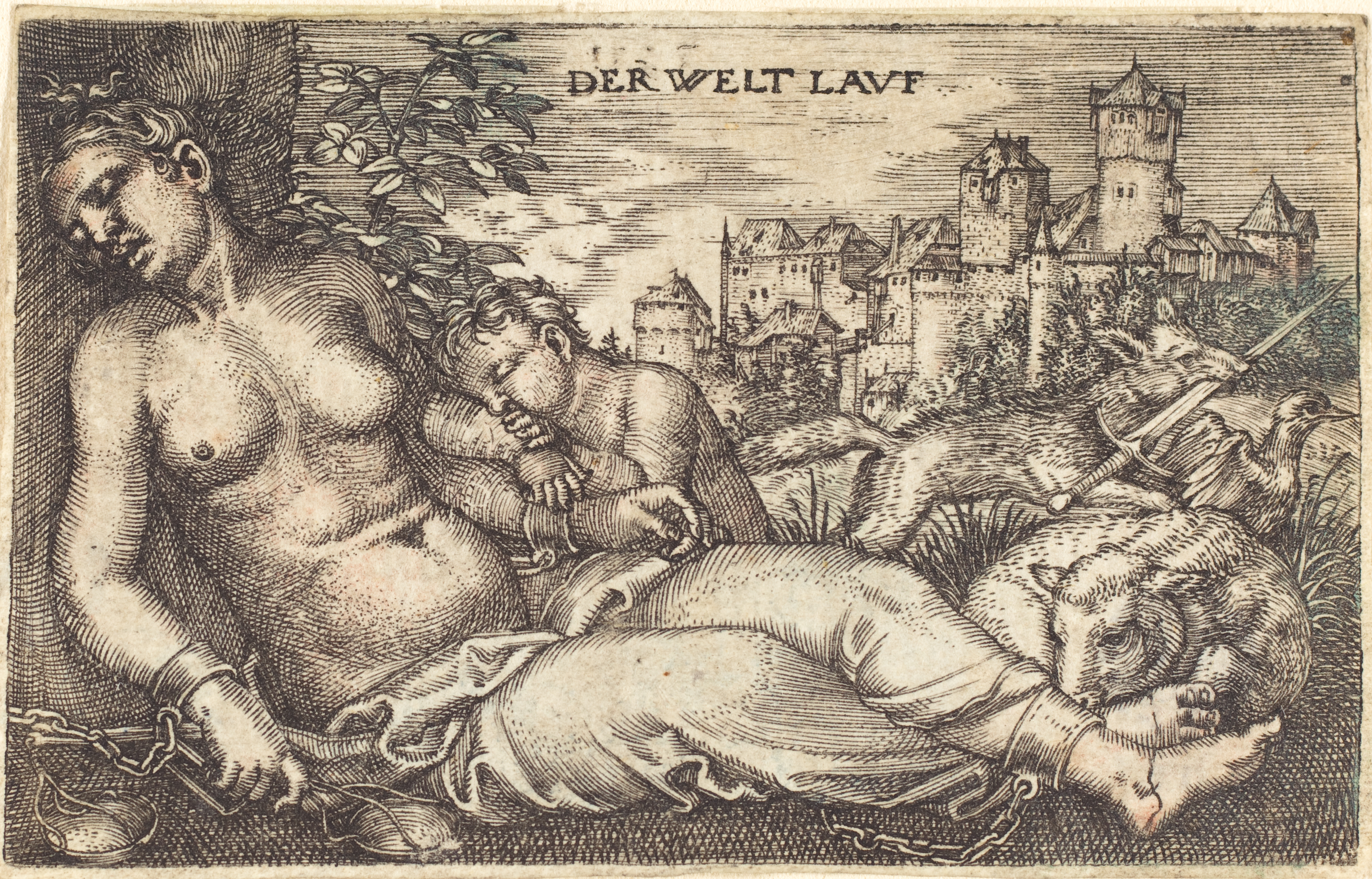
4. Le Monde comme il va, Cat. Bartsch 39.

#### Articles
- (ang) Alison G. Stewart, « Sebald Beham's Fountain of Youth-Bathhouse Woodcut : Popular Entertainment and Large Prints by the Little Masters », Register of the Spencer Art Museum, vol. VI, no 6,‎ 1989, p. 64-88.
- (ang) Alison G. Stewart, « The Kermis Woodcuts of Sebald Beham in Reformation Nuremberg », The Sixteenth Century Journal, vol. 24, no 2,‎ été 1993, p. 301-350.
- (de) Bertram Kaschek, « Kühnes Kinderspiel : Zum Motivkreis der infantia im druckgraphischen Frühwerk der Gebrüder Beham », dans Thomas Schauerte, Jürgen Müller & Bertram Kaschek (dir.), Von der Freiheit der Bilder. Spott, Kritik und Subversion in der Kunst der Dürerzeit, Petersberg, 2013, p. 136-156.

#### Catalogues des estampes
- Adam Bartsch, Le peintre graveur, vol. 8, Vienne, 1808, 81-112 p..
- Johann David Passavant, Le peintre graveur, t. 4, Leipzig, 1863, 68-72 p..
- (de) Gustav Pauli, Barthel Beham : ein kritisches Verzeichnis seiner Kupferstiche, Strasbourg, J. H. E. Heitz, coll. « Studien zur deutschen Kunstgeschichte », 1911, chap. 135.
- (en) Friedrich Wilhelm Heinrich Hollstein, German Etchings Engravings and Woodcuts ca. 1400-1700, vol. II: Altzenbach-B. Beham, Amsterdam, Menno Hertzberger, 1954, p. 173-252.
- (de) Jean Muller, Barthel Beham : Kritischer Katalog seiner Kupferstiche, Radierungen, Holzschnitte. Mit vollständiger Reproduktion in Faksimile, Baden-Baden / Strasbourg, P. H. Heitz, coll. « Studien zur Deutschen Kunstgeschichte, n° 318 », 1958.
- (en) Robert A. Koch (ed.), « Early German masters, Barthel Beham, Hans Sebald Beham », dans The Illustrated Bartsch, vol. 15, New York, Abaris Books, 1978 (ISBN 0-89835-015-8).

#### Catalogues d'exposition
- (en) Exhibition of the works of Hans Sebald Beham and Barthel Beham, Londres, The Burlington Fine Arts Club, 1877, 18 p..
- (de) Jürgen Müller et Thomas Schauerte (dir.), Die gottlosen Maler von Nürnberg : Konvention und Subversion in der Druckgrafik der Beham-Brüder. Katalog zur Ausstellung, Emsdetten, Imorde, 2011, 285 p. (ISBN 978-3-942810-01-2).

#### Dictionnaire
- (en) Alison Stewart, « Sebald Beham & Barthel Beham », dans Jane Turner (ed.), The Dictionary of Art, New York, Grove, 1996, p. 505–508.

#### Monographies
- (de) Adolf Rosenberg, Sebald und Barthel Beham, zwei Maler der deutschen Renaissance, Leipzig, E.A. Seemann, 1875.
- Edouard Aumüller, Les Petits Maîtres allemands : t. 1. Barthélemy et Hans Sebald Beham, Munich, Rieger, 1881.
- (de) Heinrich Röttinger, Die holzschnitte Barthel Behams, Strasbourg, J.H.E. Heitz, 1921
- (de) Kurt Löcher, Barthel Beham : ein Maler aus dem Dürerkreis, Munich / Berlin, Deutscher Kunstverlag, 1999, 260 p. (ISBN 978-3-422-06261-0).

#### Ouvrages collectifs
- (de) Die soziale Einbettung der Nürnberger Maler Albrecht Dürer, Hans Sebald Beham und Barthel Beham, Munich, Grin Verl., coll. « Studienarbeit », 2009 (ISBN 978-3-640-65497-0).